# اریکسون تی۶۶
اریکسون تی۶۶ (به انگلیسی: Ericsson T66) کوچک‌ترین گوشی‌های تلفن همراه شرکت اریکسون بود که در سپتامبر ۲۰۰۱ به بازار عرضه شده. این گوشی در زمان عرضه از نوکیا ۸۲۱۰ نیز کوچک‌تر و سبک‌تر بود. بعد از ادغام قسمت‌های ساخت گوشی تلفن همراه سونی و اریکسون و ایجاد شرکت سونی اریکسون، این گوشی با تغییراتی در رنگ و طراحی بدنه و با عنوان T600 مجددا به بازار عرضه شد.